# Boljevac
Boljevac (serbocroata cirílico: Бољевац) es un municipio y villa de Serbia perteneciente al distrito de Zaječar.
En 2011 su población era de 12 865 habitantes, de los cuales 3332 vivían en la villa y el resto en las 19 pedanías del municipio. La mayoría de los habitantes del municipio son étnicamente serbios (8372 habitantes), con una importante minoría de valacos (3356 habitantes).
Se ubica unos 20 km al oeste de la capital distrital Zaječar.

## Pedanías
| - Bačevica - Bogovina - Boljevac Selo - Valakonje - Vrbovac - Dobro Polje - Dobrujevac - Ilino - Jablanica - Krivi Vir | - Lukovo - Mali Izvor - Mirovo - Osnić - Podgorac - Rtanj - Rujište - Savinac - Sumrakovac |